# Hylomyscus grandis
Hylomyscus grandis és una espècie de mamífer rosegador de la família dels múrids. Són rosegadors de petites dimensions, amb una llargada de cap a gropa de 118 a 160 mm, una cua de 130 a 150 mm, peus de 18 a 22 mm, orelles de 15 a 20 mm i un pes de fins a 41 g. Aquesta espècie és endèmica del Mont Oku, al Camerun occidental. Viu en boscos tropicals montans humits a uns 2.100 msnm.